# Carme (vệ tinh)
Carme /ˈkɑːrmiː/ (tiếng Hy Lạp: Κάρμη) là một vệ tinh tự nhiên dị hình chuyển động nghịch hành của Sao Mộc. Nó được khám phá ra bởi Seth Barnes Nicholson tại Đài thiên văn Núi Wilson tại California vào tháng 7 năm 1938. Nó được đặt tên theo nữ thần Carme trong thần thoại, là mẹ của nữ thần Britomartis (cha là thần Zeus), một nữ thần Crete.

## Lịch sử

Carme được quan sát bởi tàu vũ trụ WISE vào năm 2014

Carme nhận được cái tên hiện tại vào năm 1975; trước đó, nó đơn giản được biết tên với ký hiệu Jupiter XI. Đôi khi nó được gọi là "Pan" vào khoảng từ năm 1955 đến năm 1975 (Pan giờ là tên một vệ tinh của Sao Thổ).
Nó được lấy để đặt tên cho nhóm Carme, gồm các vệ tinh dị hình chuyển động nghịch hành quanh Sao Mộc ở một khoảng cách từ 23 đến 24 Gm và ở độ nghiêng vào khoảng 165°. Các số liệu về quỹ đạo của nó là từ tháng 1 năm 2000. Chúng vẫn liên tục thay đổi do các sự nhiễu loạn gây ra bởi Mặt trời và các hành tinh.